# تاناز ديزادجي
تاناز ديزادجي هي سيدة بريطانية تدير مؤسسة «ستارت» (START)، وهي مؤسسة لا تستهدف الربح نشأت برعاية Art Dubai وجمعية المدد. تعمل المؤسسة على إتاحة التربية الفنية للأطفال اللاجئين والأيتام وذوي الاحتياجات الخاصة. تدير ديزادجي ما يفوق الأربعين ورشة أسبوعيًا في كل من الإمارات العربية المتحدة والأردن ولبنان وفلسطين. وتصل جهود المؤسسة بشكل أسبوعي إلى 700 طفل يعيشون تحت وطأة ظروف صعبة. يذكر أن ديزادجي بدأت حياتها المهنية كمحاسبة قانونية في شركة «برايس ووتر هاوس كوبرز» (PricewaterhouseCoopers).